# Katherine Stuart
Katherine Stuart, född 1620, död 1650, var en engelsk konspiratör.
Hon var dotter till Theophilus Howard, 2nd Earl of Suffolk, och Elizabeth Home. Hon gifte sig 1638 med Lord George Stuart, Seigneur d’Aubigny (d. 1642), och har därför kallats 'Lady Aubigny'. Hon gifte 1648 om sig med James Livingston, Viscount Newburgh. 
Hon spelade en politisk roll under det engelska inbördeskriget. Hennes förste make hade dött utan testamente, vilket gjorde det svårt för henne att komma åt hans pengar. Hon fick 1643 parlamentets tillstånd att besöka London för att reda ut hans affärer. Hon användes sitt pass till London för att på kungens uppdrag föra meddelanden från honom till hans lojalister i London: hon förde kungens 'King’s Commission of Array' till London, där kungen uppmuntrade stadens innevånare att väpna sig för hans sak. Hennes främsta kontakt var Edmund Waller, och denna affärer kallades därför Waller-konspirationen eller Waller Plot. Planen avslöjades och flera av dess deltagare avrättades av Londonparlamentet. Stuart själv ansökte dock om beskydd från franska ambassadören i London med hänvisning till sin avlidne makes franska titel. Hon undgick avrättning men satt fängslad i Towern under några månader. Karl I var gäst hos henne och hennes andre make i december 1648, strax före sin avrättning. Paret misstänktes av parlamentet för att ha försökt hjälpa monarken att fly undan sin avrättning. Efter kungens avrättning 1649 reste hon till den landsflyktiga rojalistpartiet i Haag, där hon avled. 